# Polygonum achoreum
Polygonum achoreum là một loài thực vật có hoa trong họ Rau răm. Loài này được S.F. Blake miêu tả khoa học đầu tiên năm 1917.